# Migradora dels cards

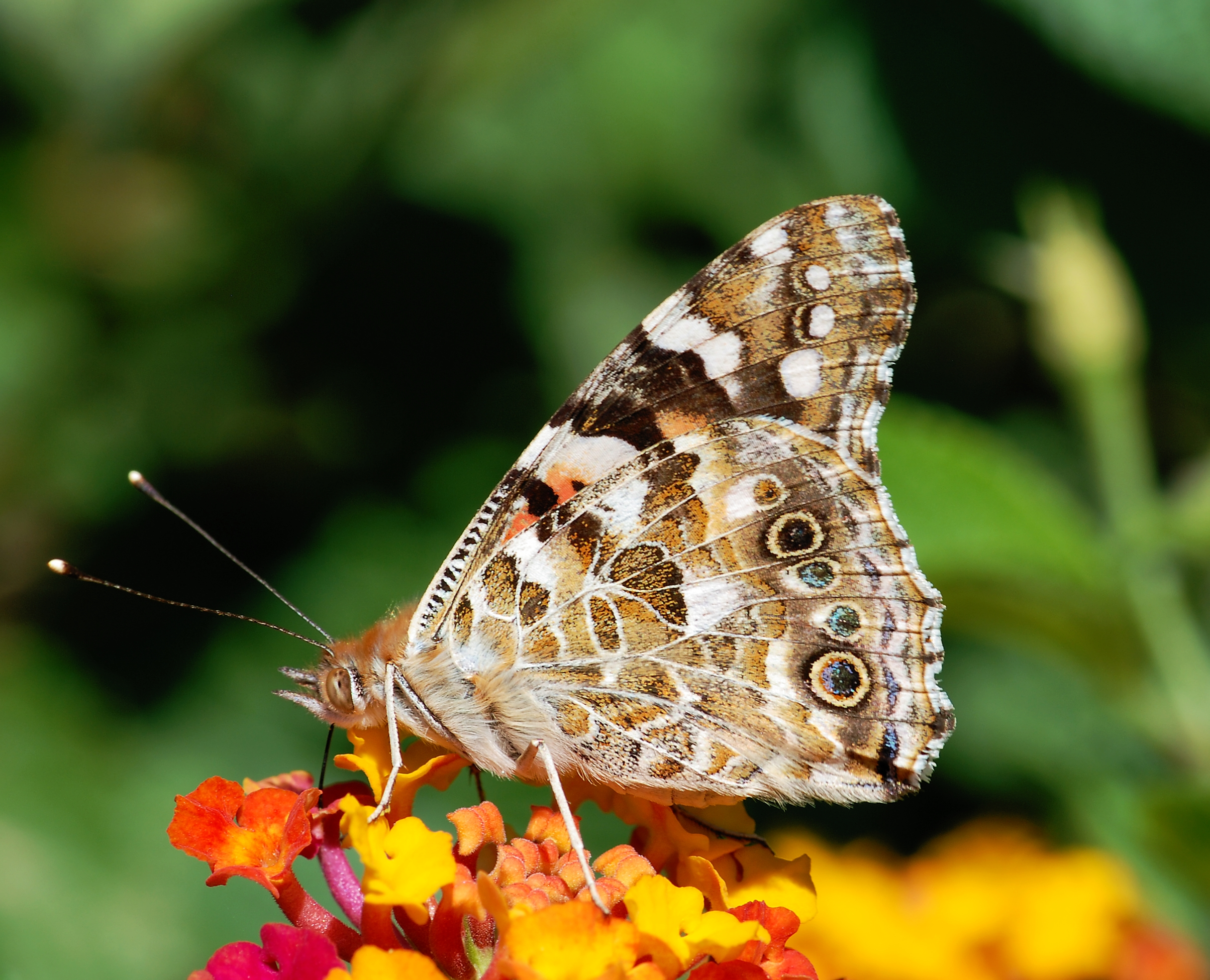
Migradora dels cards amb les ales tancades

La migradora dels cards (Vanessa cardui) és una espècie de lepidòpter papilionoïdeu de la família dels nimfàlids (Nymphalidae) present als Països Catalans.

## Distribució
És una papallona migradora, que arriba a fer una migració anual de 10.000 quilòmetres entre l'anada i tornada. La distribució geogràfica és molt àmplia, està present a totes les zones temperades de tots els continents de la terra llevat de l'Antàrtida.
A Catalunya rarament sobreviu a l'hivern i anualment recolonitza el país durant la primavera amb exemplars provinents del sud de la península Ibèrica i nord d'Àfrica.

## Morfologia

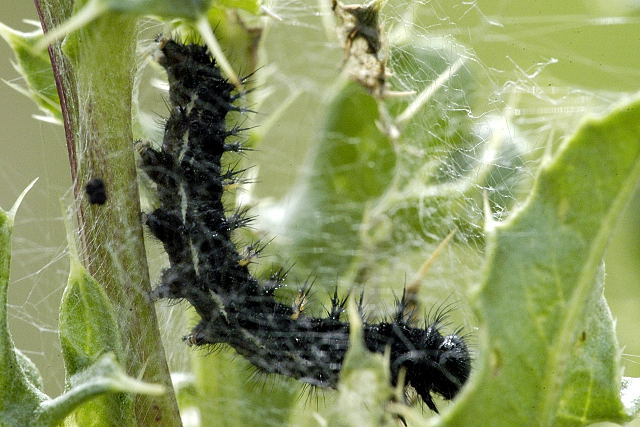
Eruga de la papallona dels cards

Aquesta papallona té un cos pilós i robust. Du colors molt variats a les ales, amb taques taronges i blanques, marrons i negres. De les papallones comunes a Catalunya n'és una de les més boniques.

## Costums
Té un vol ràpid i precís. Quan fa fred, li agrada molt posar-se al sol amb les ales esteses a llocs assolellats.
El nom de la papallona dels cards prové del fet que llurs erugues mengen preferentment les fulles dels cards, cardines i altres asteràcies (Asteraceae). Les erugues de la papallona dels cards tenen el cos cobert de punxes, igual que les plantes on viuen.
El fet que molts tipus de cards siguin plantes ruderals que es troben a tot arreu, fa que aquestes papallones siguin molt comunes.

## Període de vol
A Catalunya els primers exemplars arriben a partir de març encara que és sobretot a l'abril quan la migració sol tenir un volum major. Aquests adults ponen els ous i la següent generació emergeix durant el maig i juny; aquests exemplars segueixen la seva migració cap al nord. Durant l'estiu és una espècie rara i es torna a deixar veure quan tornen al sud a mitjans d'agost i setembre. Aquests individus poden donar lloc a una altra generació que emergeix durant l'octubre i principis de novembre.

## Galeria

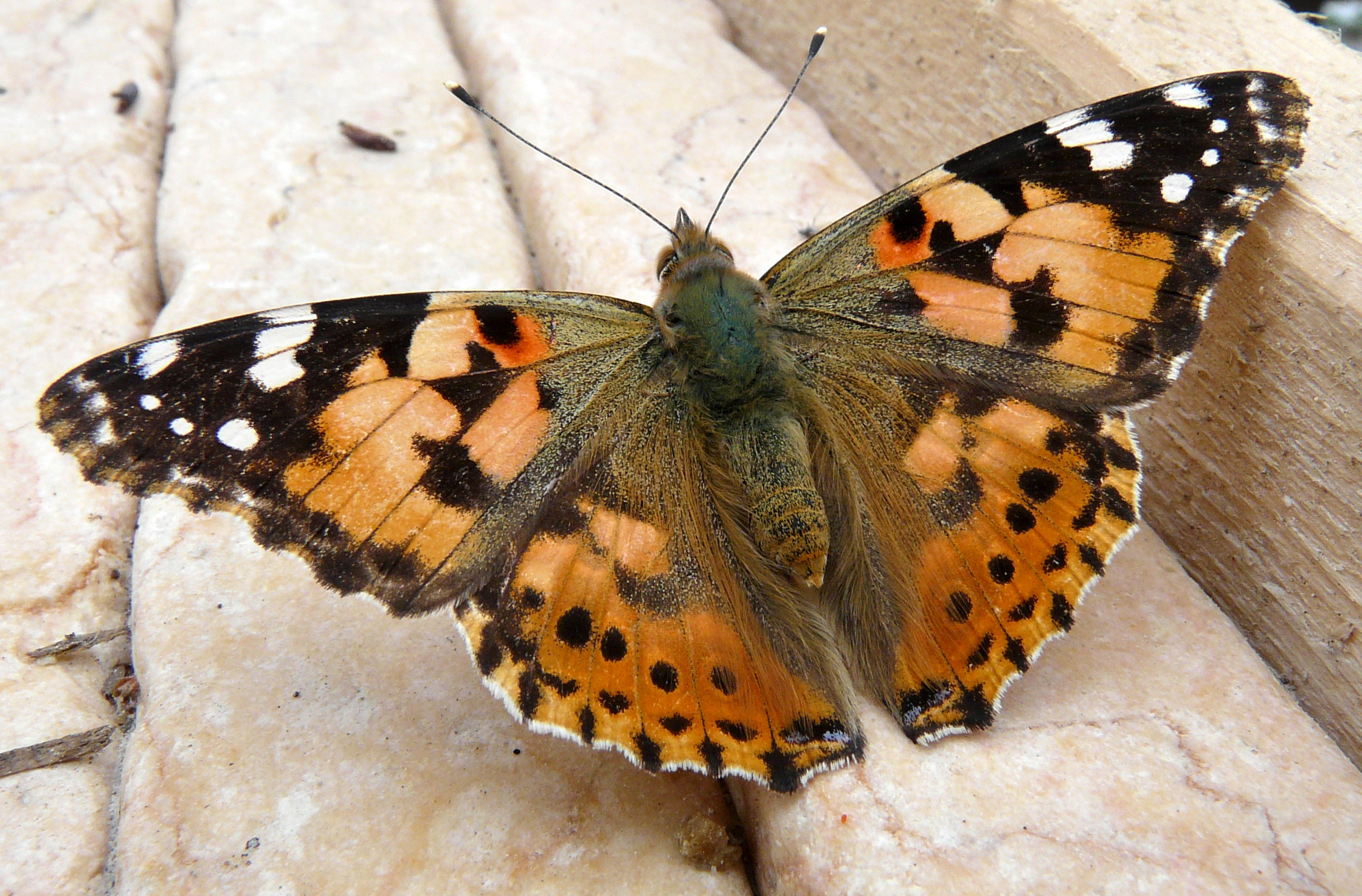
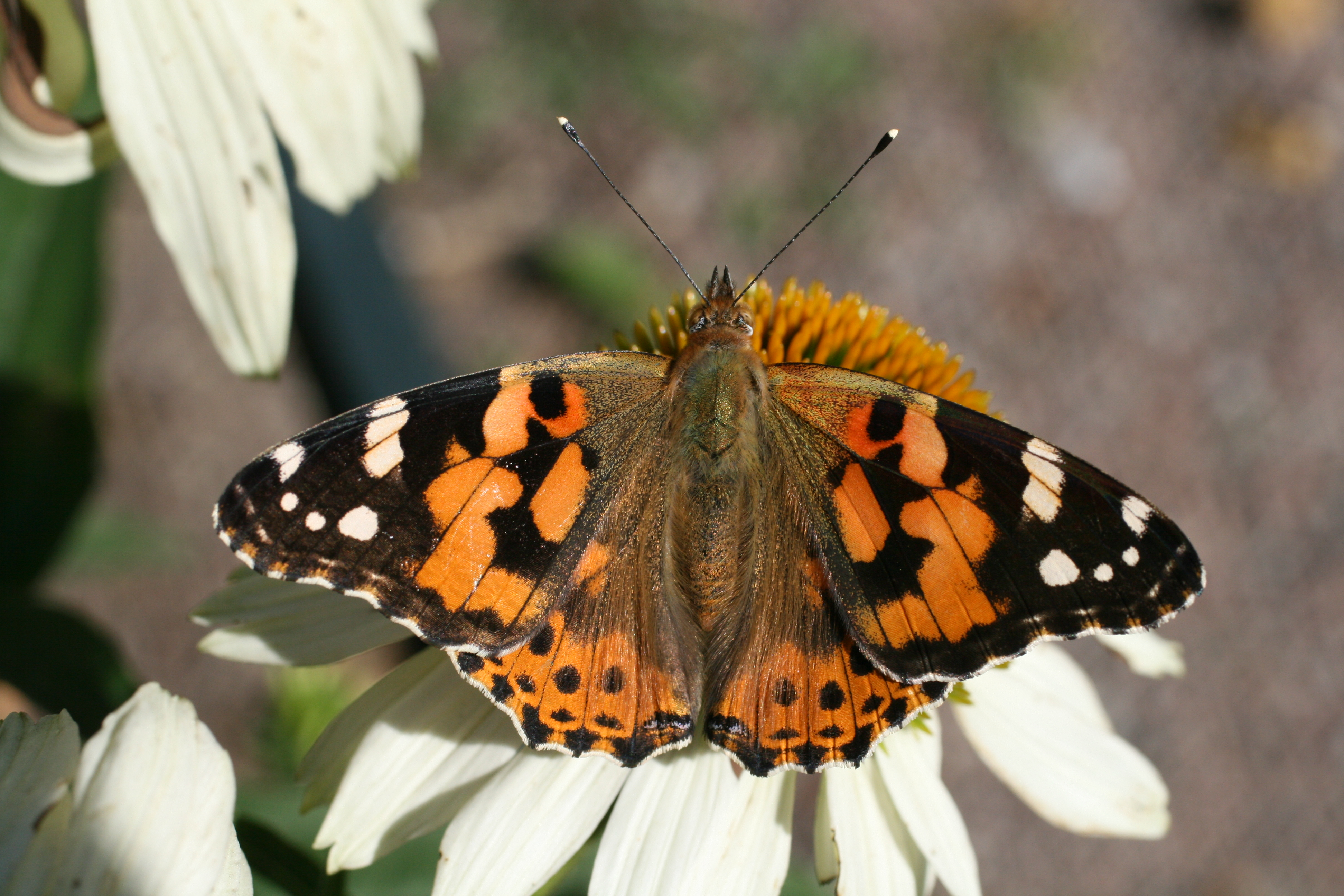
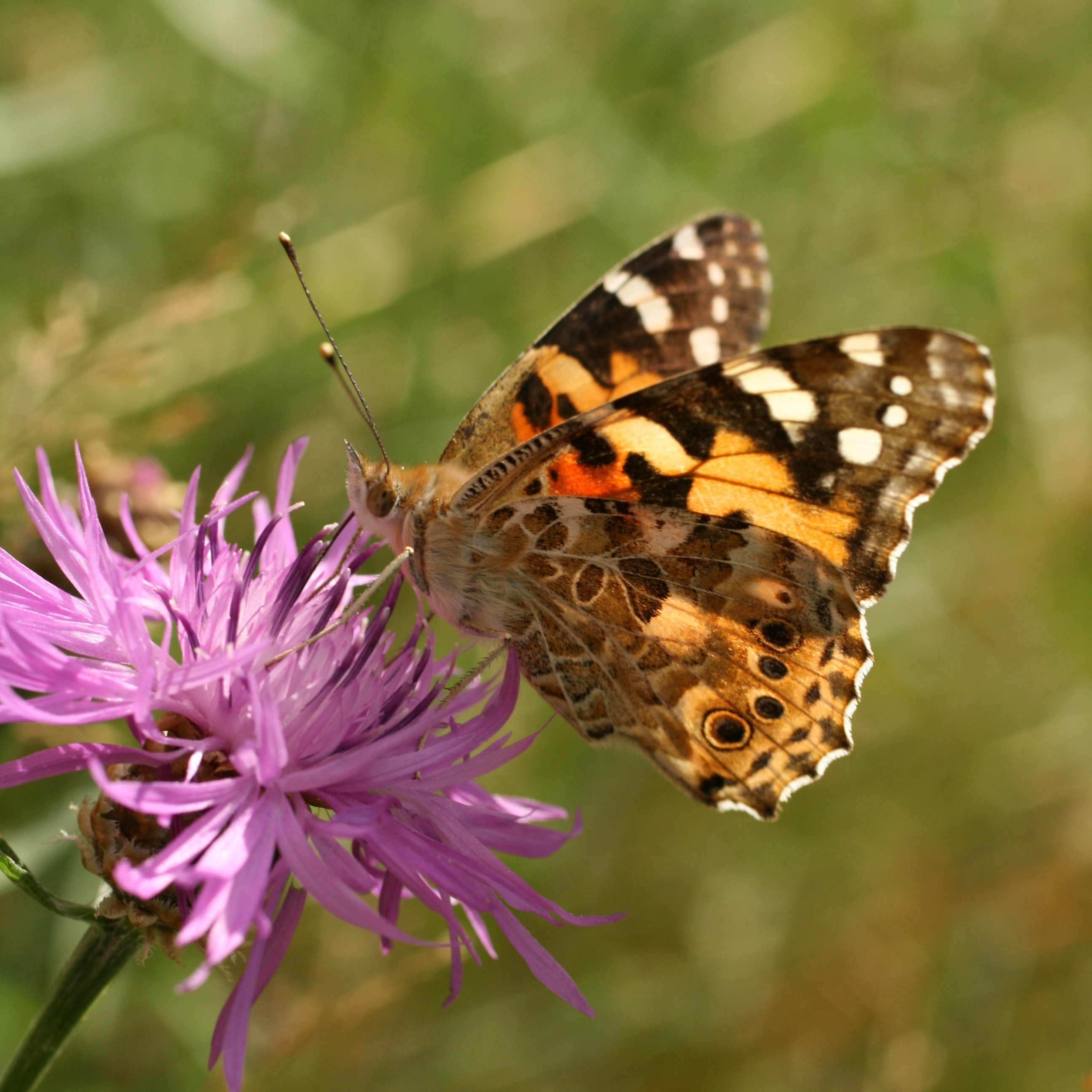
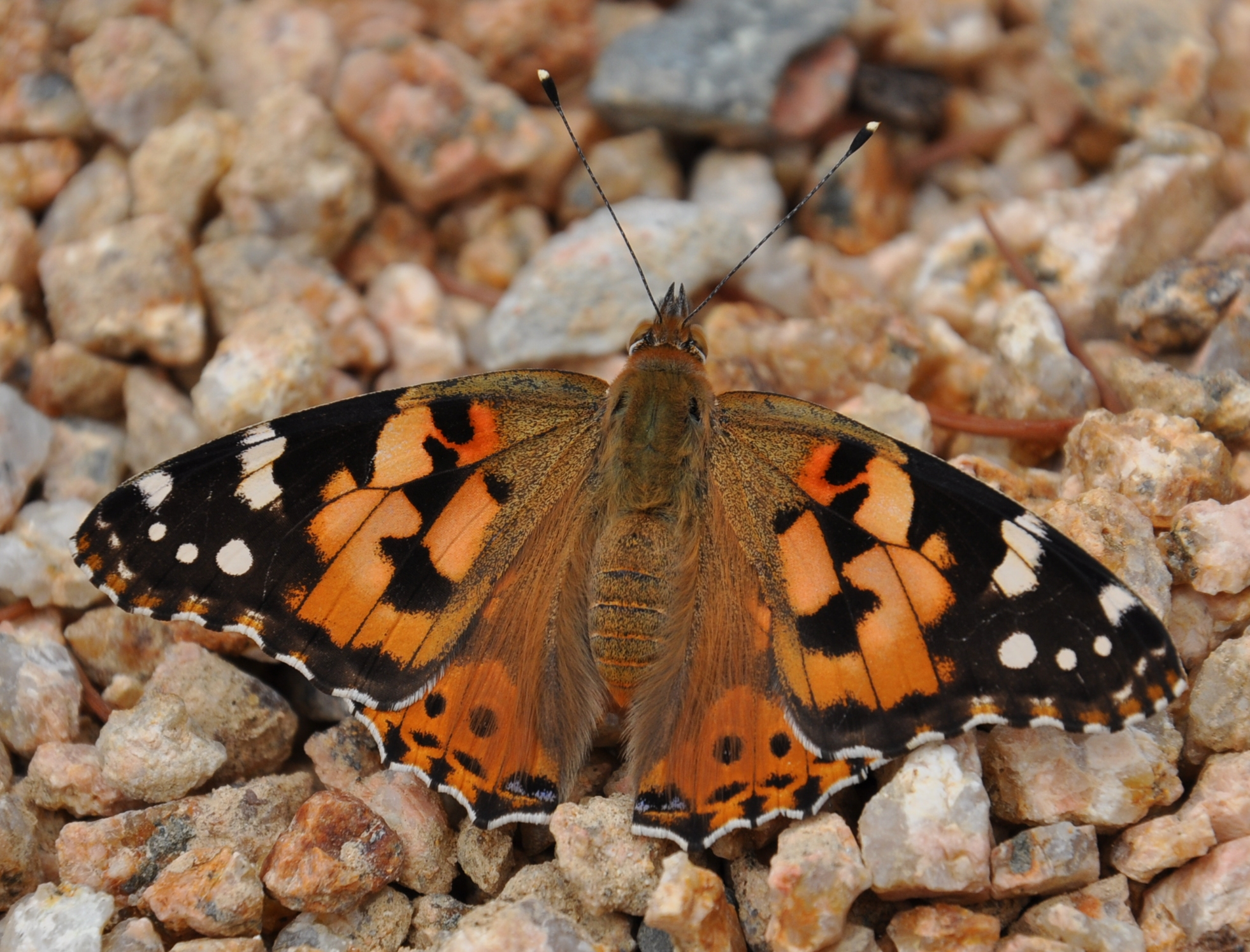
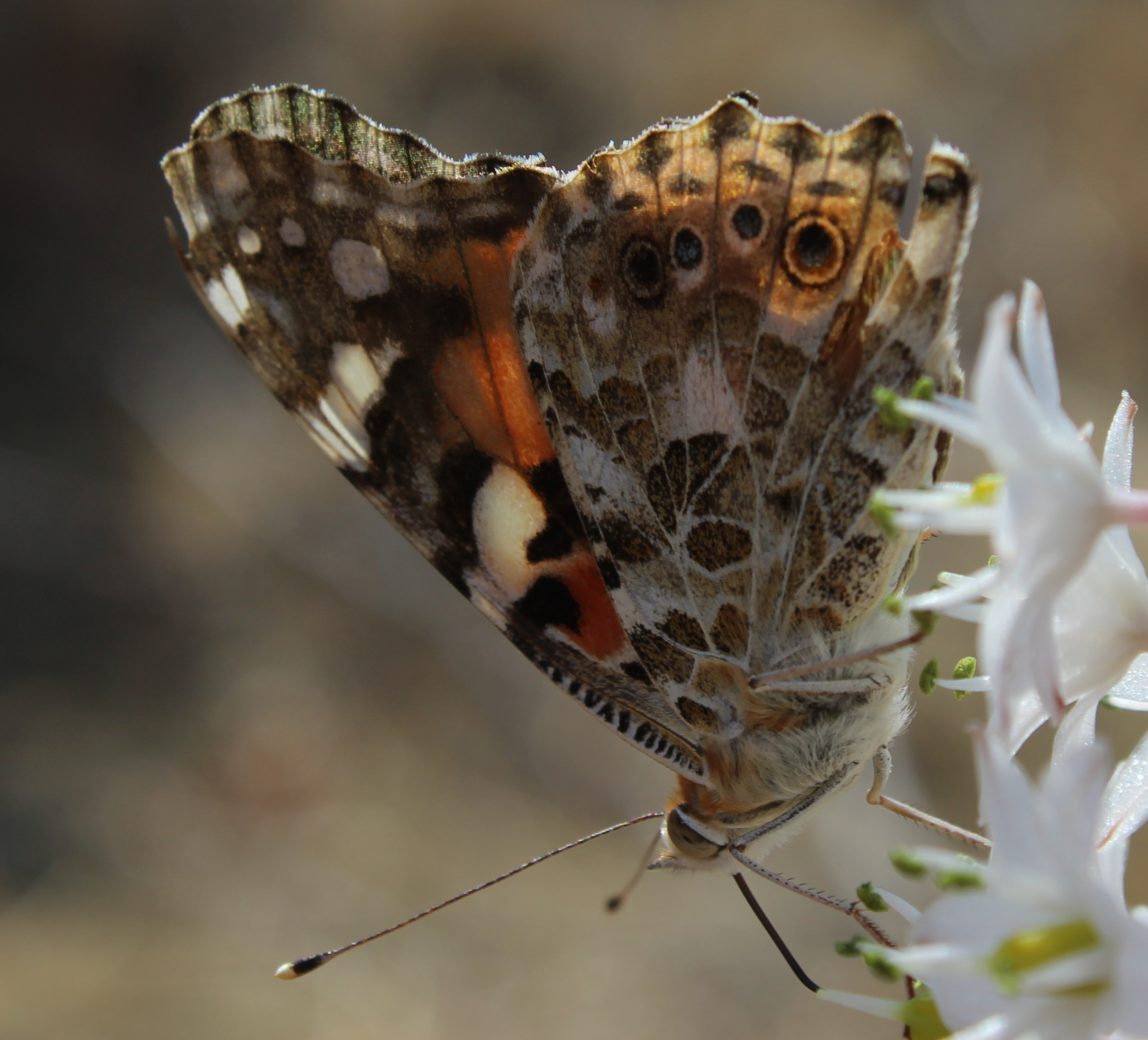